# 니조가
니조 가(일본어: 二条家 니죠케[*])는 일본의 공가 가문으로서 오대 섭관가 중 하나이다.
후지와라 북가 구조류의 지류이다. 가마쿠라 시대의 후지와라노 다다미치의 차남 요시자네를 중시조로 한다.
아시카가 막부 및 도쿠가와 막부에서 대대로 편휘를 지내서, 오대 섭관가 중 막부 시기에 가장 흥했다. 또한 역사상 최후의 관백(니조 나리유키)을 배출한 가문이기도 하다.
에도 시대 시절 니조 가의 저택부지는 교토 어원(천황 소유의 땅) 구획 바깥에 있었기에 나머지 네 섭관가의 저택들과 달리 공원화되지 않았으며, 오늘날 도시샤 여자대학이 그 자리에 위치하고 있다.